# HD 149026 b
إتش دي 149026 بي (بالإنجليزية: HD 149026 b)‏ الذي يرمز له بالرمز HD 149026b، هو كوكب خارج المجموعة الشمسية، في كوكبة الجاثي، يتبع HD 149026 ‏.

## الاكتشاف
اكتشف في 1 يوليو 2005.